# Vácslav Havel
Vácslav Havel (25. března 1861 Praha-Malá Strana – 6. září 1921 Praha-Nové Město) byl český podnikatel ve stavebnictví, mecenáš kultury a stoupenec teosofie a okultismu, děd československého a českého prezidenta Václava Havla.

## Život

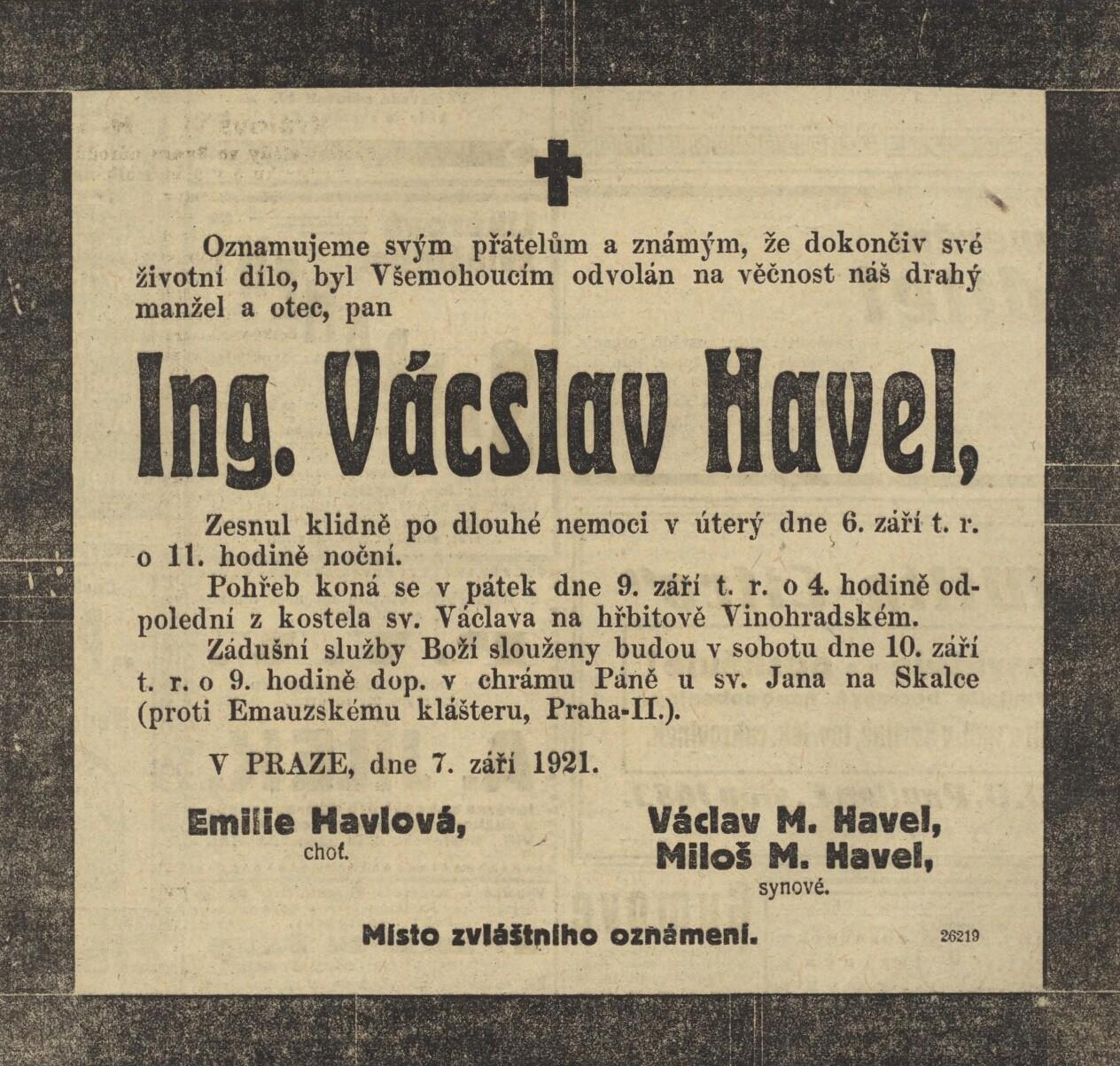
Úmrtní oznámení Vácslava Havla, 1921

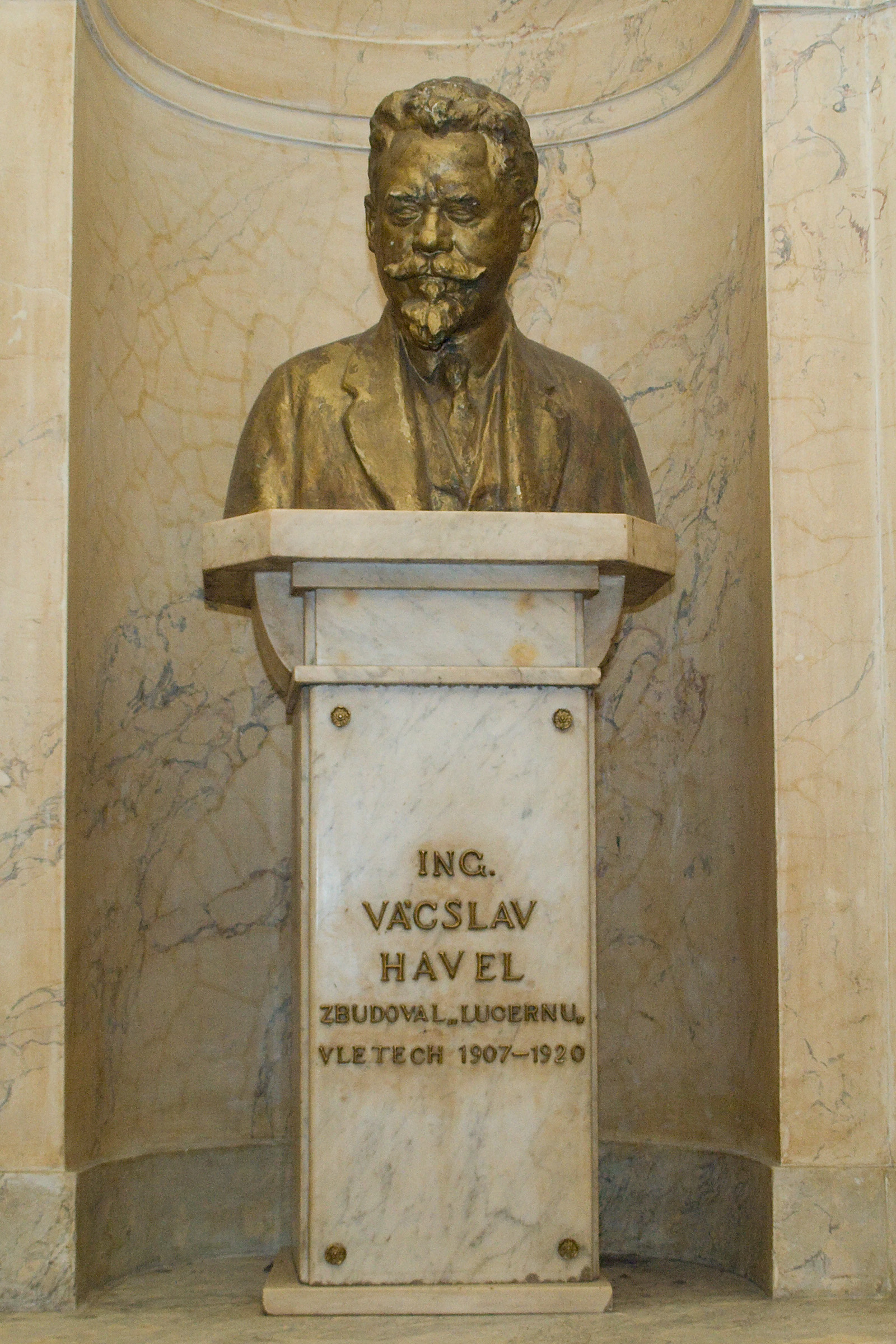
Busta nad schodištěm do Velkého sálu Lucerny

Narodil se v rodině pražského obchodníka Václava Julia Havla a jeho manželky Terezie, rozené Baumové. Pokřtěn byl jmény Václav František.
Dne 5. července 1891 se v Tišnově oženil s Emilií Pavelkovou (1869–1926), pocházející z Bystřice nad Pernštejnem. Manželé Havlovi měli tři děti. První syn Václav (*† 1895) zemřel ještě v den narození. Druhý syn Václav Maria Havel (1897–1979), stavební podnikatel, byl otcem pozdějšího prezidenta Václava Havla. Třetí syn Miloš Havel (1899–1968) se stal filmovým magnátem.
Zemřel v Praze, byl pochován na pražském Vinohradském hřbitově.

## Dílo
V soupisu pražských obyvatel byl zapsán jako „inženýr, podnikatel dlažeb a zemních staveb“. Byl také velkostatkářem ve Zběšičkách. V roce 1908 nechal nedaleko Tišnova postavit rodinné sídlo Havlov.
Vystavěl Palác Lucerna, který se nachází v centru Prahy na Václavském náměstí.

## Posmrtné připomínky
Nad schodištěm do Velkého sálu Lucerny se nachází jeho busta od Jana Štursy, odhalená v roce 1921. Její kopie je též na podestě schodiště do kina Lucerna a kavárny mezi přízemím a 1. patrem.
Pod pseudonymem Atom napsal spiritistický spis Kniha života.